# إنريكو ملتستا
إنريكو ملتستا (بالإيطالية: Enrico Malatesta)‏ (25 مارس 1976 بميلانو في إيطاليا - ) هو لاعب كرة قدم إيطالي في مركز حراسة المرمى. شارك مع منتخب إيطاليا تحت 17 سنة لكرة القدم. أما مع النوادي، فقد لعب مع نادي ألساندريا ونادي برو فيرتشيلي ونادي كريمونيسي ونادي كومو ونادي لنيانو وبرو سيستو 1913.